# Oreopanax artocarpoides
Oreopanax artocarpoides là một loài thực vật có hoa trong Họ Cuồng cuồng. Loài này được Standl. mô tả khoa học đầu tiên năm 1937.